# 大查科县
大查科县（西班牙語：Provincia del Gran Chaco），是玻利維亞的县份，位於該國南部，屬於塔里哈省的一部分，县府設於亞奎瓦，面積17,594平方公里，2001年人口116,318，人口密度每平方公里6.6人。

## 旅遊景點
- 阿瓜拉圭國家公園
- 塔里基亞動植物國家保護區（英语：Tariquía Flora and Fauna National Reserve）